# دومینیک بلانچار
دومینیک بلانشار (فرانسوی: Dominique Blanchar‎; ۲ ژوئن ۱۹۲۷ – ۱۹ نوامبر ۲۰۱۸) هنرپیشه اهل فرانسه بود. وی بین سال‌های ۱۹۴۷ تا ۲۰۰۶ میلادی فعالیت می‌کرد.
از فیلم‌ها یا برنامه‌های تلویزیونی که وی در آنها نقش داشته‌است می‌توان به ماجرا، تصمیم قبل از شفق اشاره کرد.